# Rorippa armoracioides
Rorippa armoracioides là một loài thực vật có hoa trong họ Cải. Loài này được (Tausch) Fuss miêu tả khoa học đầu tiên năm 1866.